# Fernando Victoria de Lecea Echebarria
Fernando Victoria de Lecea Echebarria (Bilbao, 11 de maig de 1962) és un productor de cinema basc, guanyador d'un Goya a la millor direcció de producció. És vicepresident de l'Associació de Professionals de Producció Audiovisual (APPA).
Directiu de Meñakoz Films, el 1991 va fer uns petits papers d'actor a Alas de mariposa i Todo por la pasta, en les que va treballar com a assistent de producció. El 2002 va obtenir el Goya a la millor direcció de producció pel seu treball a La caja 507. Ha participat en la producció de pel·lícules franceses com Els germans Sisters que fou rodada a Tabernas. El 2019 participà en la producció d' Ibiza, que fou rodada a l'illa d'Eivissa per les productores Atelier de Production, Meñakoz Films i Gaumont.

## Filmografia
- La caja 507 (2002)
- La vida mancha (2003)
- Frágil (2004)
- Malas temporadas (2005)
- la reina de España (2016)
- Manual d'un garrepa (2016)
- Els germans Sisters (2018)
- Ibiza (2019)